# Mount Lockwood
Mount Lockwood ist ein markanter Berg in der antarktischen Ross Dependency. In der Königin-Alexandra-Kette ragt er 8 km südlich des Mount Bell auf und bildet einen Abschnitt der östlichen Flanke des Grindley-Plateaus. 
Teilnehmer der Nimrod-Expedition (1907–1909) unter der Leitung des britischen Polarforschers Ernest Shackleton entdeckten ihn. Benannt ist der Berg nach dem britischen Chirurgen Charles Barett Lockwood (1856–1914), der mit dem leitenden Expeditionsarzt Eric Marshall befreundet war.